# قیصر صالحی
قیصر صالحی (زادهٔ ۱۳۴۷ در بیدخون،عسلویه) نمایندهٔ حوزهٔ انتخابیهٔ عسلویه ، دیر، کنگان و جم در دورهٔ هفتم مجلس شورای اسلامی بوده‌است.